# Jane Royston
Jane Royston (* 22. Juli 1958 in Grossbritannien) ist eine britisch-schweizerische emeritierte Hochschullehrerin der École polytechnique fédérale de Lausanne (EPFL). Sie gehört seit 2016 dem Schweizerischen Wissenschaftsrat (SWR) an.

## Leben
Jane Royston schloss 1980 ein Mathematikstudium an der London School of Economics ab. Anschliessend arbeitete sie in der IT-Abteilung von DuPont de Nemours in Genf. Sie wechselte 1985 nach Paris und leitete dort den IT-Bereich des Unternehmens. Zwei Jahre später schied Royston aus und gründete in Genf die Softwareentwicklungsfirma NatSoft. Von 1997 bis 2002 sass sie im Verwaltungsrat des neu gegründeten Pharmaunternehmens Actelion.
Royston verkaufte NatSoft und erhielt 1999 eine Berufung auf den Branco-Weiss-Stiftungslehrstuhl für Entrepreneurship and Innovation an der EPFL. Es war die erste Professur dieser Art in der Schweiz, die sie bis 2005 innehatte. Sie wurde beauftragt an der ETH Zürich, an der Universität St. Gallen und allen grösseren Hochschulen des Landes Entrepreneurship-Programme in Promotions- und Bachelorstudiengängen einzuführen und zu unterrichten.
Dem Schweizerischen Wissenschafts- und Technologierat (SWTR) gehörte Royston von 2000 bis 2003 an, der Kommission für Technologie und Innovation (KTI) 1995 sowie von 2010 bis 2019. Sie wurde 2015 in den Schweizerischer Wissenschafts- und Innovationsrat (SWIR, ab 2018 SWR) gewählt und ist Mitglied der Schweizerischen Akademie der Technischen Wissenschaften. Daneben sitzt sie Verwaltungsrat mehrerer Hightech-Unternehmen und wohltätiger Stiftungen. Sie hatte Mandate bei Nobel Biocare und der Fachhochschule Westschweiz (HES-SO).
Royston ist Mutter von zwei Töchtern.

## Auszeichnungen
- «Strategis Prize» 1994 für die NatSoft SA[2]

## Belege
1. 1 2 3  Schweizerischer Wissenschaftsrat: Prof. Jane Royston. Abgerufen am 28. Januar 2025.
2. 1 2 3 4  Élites suisses: Royston, Jane. Französisch, abgerufen am 28. Januar 2025.
3. ↑  admin.ch: Schweizerischer Wissenschafts- und Technologierat (SWTR). Abgerufen am 28. Januar 2025.
4. 1 2  whartonzurich07.com: Biography of Jane Royston. Englisch, abgerufen am 28. Januar 2025.

| Personendaten    | Personendaten                             |
| ---------------- | ----------------------------------------- |
| NAME             | Royston, Jane                             |
| KURZBESCHREIBUNG | britisch-schweizerische Hochschullehrerin |
| GEBURTSDATUM     | 22. Juli 1958                             |
| GEBURTSORT       | Vereinigtes Königreich                    |